# Julio Jiménez Llanque
Julio Sabas Jiménez Llanque (Huanuni, Bolivia 5 de diciembre de 1964 - Cochabamba, 6 de julio de 2020) fue un agricultor, constructor y político boliviano. Ocupó el cargo de diputado uninominal por la circunscripción 23 —municipios Sacaba y Colomi— del departamento de Cochabamba en representación del partido político del Movimiento al Socialismo (MAS-IPSP) desde el 22 de enero de 2015. En 2020, Jiménez se convirtió en el único parlamentario de Bolivia en fallecer por el COVID-19.

## Biografía
Nació el 5 de diciembre de 1964 en la localidad minera de Huanuni en el departamento de Oruro. Durante su juventud se formó como técnico superior en comunicación radiofónica.
Años después, se trasladó a vivir al departamento de Cochabamba  donde se dedicó al oficio de agricultor y también de constructor. Ingresó a la vida sindical, siendo dirigente de la asociación de usuarios de la laguna Larati y de la central campesina del Morro de Sacaba.

### Diputado uninominal por la circunscripción 23 (2015-2020)
Ingresó a la política boliviana a sus 50 años de edad, participando en las elecciones nacionales de 2014 como candidato a diputado uninominal por la circunscripción 23 —que abarca los municipios de Sacaba y Colomi— en representación del partido del Movimiento al Socialismo (MAS-IPSP). Jiménez logró obtener su diputación al lograr ganar con el 44.4 % de la votación total de su circunscripción. Se posesionó en el cargo parlamentario el 22 de enero de 2015 en la Asamblea Legislativa Plurinacional
Durante el lapso de tiempo que estuvo como diputado, formó parte de la comisión de Salud, Educación y Deportes de la Cámara de Diputados de Bolivia. En 2018 fue jefe de la brigada parlamentaria de Cochabamba.

### Fallecimiento
El 6 de julio de 2020 falleció a los cincuenta y cinco años con síntomas de COVID-19. El viceministro de seguridad ciudadana, Wilson Santa María, y la brigada parlamentaria de Cochabamba dieron a conocer ante la opinión pública del país la lamentable noticia de su fallecimiento.
La presidenta de la Cámara de Senadores de Bolivia, Eva Copa Murga, expresó sus condolencias por la muerte del legislador Jiménez. A su vez, la Cámara de Diputados de Bolivia expresó también su solidaridad para con la familia del parlamentario.